# Міхал-Ян Гейденрейх
Михайло (Міхал-Ян) Карлович Гейденрейх-де-Генінг (пол. Michał Jan Heydenreich; 19 вересня 1831, Варшава — 9 квітня 1886, Львів) — польський військовик, генерал, учасник січневого повстання 1863 року. 

## Життєпис
Народився 19 вересня 1831 року у Варшаві в родині сполонізованого німця та француженки. Навчався у Київському Університеті. 
Від 1850 року служив у російській армії, 1852 року став офіцером. У 1861 році закінчив Миколаївську академію Генерального штабу у Санкт-Петербурзі. У 1862 року у званні підполковника вступив до штабу 2-ї кавалерійської дивізії, що дислокувалася у Королівстві Польському (Конґресовому). Член підпільного гуртка польських офіцерів, заснованого З. Сєраковським та Я. Домбровським у Санкт-Петербурзі. Увійшов до складу Військового департаменту Центрального національного комітету. За підозрою в причетності до антиурядової організації заарештований восени 1862 року та ув'язнений у Варшавському ордонансгаузі. Навесні 1863 року звільнений за браком доказів звинувачення, подав рапорт про відставку через хворобу й улітку залишив службу (останній чин — штабс-капітан Катеринославського Драгунського полку). Одразу по тому перейшов на нелегальне становище. 
У польському повстанні 1863—1864 — підляський воєвода, генерал (псевдонім — «Крук»), керівник оборони монастиря кармелітів у Львові. Відвідував Галичину, звідки виряджав збройні експедиції на Волинь. Відзначався гуманним ставленням до полонених із каральних військ, з числа яких, зокрема, частина українців і росіян пристала до керованих ним підрозділів. Серед його соратників були нащадок запорозьких козаків Митрофан Подхалюзін, кубанський козак Петро Кузнецов («Ураган»), Петро Краснопевцев та інші колишні солдати російської армії. 
Під час реорганізації повстанської армії Ромуальдом Траугуттом його призначили командувачем 1-го корпусу. Через поразку повстання він 1864 року емігрував до Франції, згодом до Великій Британії. Брав участь у французько-прусській війні 1870—1871 років. У 1872 році він був посвячений у паризьку масонську ложу. Пізніше він оселився у Львові, де керував ремісничою майстернею. Помер 9 квітня 1886 року у Львові. Похований на Личаківському цвинтарі (поле № 3).